# جون فينر
جون فينر (بالإنجليزية: Jon Wiener)‏ هو صحفي وكاتب ومؤرخ أمريكي، ولد في 16 مايو 1944 في سانت بول في الولايات المتحدة.